# Leucanopsis subnebulosa
Leucanopsis subnebulosa là một loài bướm đêm thuộc phân họ Arctiinae, họ Erebidae.